# روشن كولاب
روشن كولاب هو نادي كرة قدم طاجيكي مقره في مدينة كولاب. ويعد من أقدم الأندية الرياضة في البلاد. سبق له أن فاز بكاس طاجيكستان مرة واحدة فقط عام 1994، لكنه توج بلقب الدوري المحلي في 2012.

## وصلات خارجية
- (بالروسية) الموقع الرسمي